# Защебьевский сельсовет
Защебьевский сельсовет (белор. Зашчоб’еўскі сельсавет) — административная единица на территории Речицкого района Гомельской области Республики Беларусь. Административный центр — агрогородок Защебье.

## История
В 2006 году из населённых пунктов, которые находились в административном подчинении Василевичсккого городского Совета, образован Защебьевский сельсовет.

## Руководители
Председатели сельсовета
- Дасько Наталья Михайловна
- Ханеня Наталья Ивановна

Управляющие делами
- Рос Елена Петровна
- Цейко Надежда Александровна

## Состав
Защебьевский сельсовет включает 6 населённых пунктов:
- Ведрич — агрогородок
- Глинная Слобода — деревня.
- Закрошинский Мох — деревня.
- Защебье — агрогородок.
- Макановичи — деревня.
- Рассвет — деревня.